# 赤化镇
赤化镇，是中华人民共和国四川省广元市利州区曾经下辖的一个镇。2019年12月，撤销赤化镇，将其所属行政区域划归宝轮镇管辖，宝轮镇人民政府驻澳援大道512号。

## 行政区划
赤化镇撤销前下辖以下地区：
白田坝社区、赤化村、张公村、雷家村、冯家村、石羊村、清江村、幸福村、泥窝村和司马村。